# Rinka Duijndam
Rinka Duijndam (ur. 6 sierpnia 1997 r. w Wateringenie) – holenderska piłkarka ręczna, reprezentantka kraju, zawodniczka niemieckiego klubu Borussii Dortmund, występująca na pozycji bramkarki.

## Sukcesy reprezentacyjne
- Mistrzostwa Europy:
  -  2018